# Lavumisa
Lavumisa – miasto w Eswatini, w dystrykcie Shiselweni. Miejscowość liczy 2000 mieszkańców.
Odnotowała najwyższą temperaturę, która wyniosła 47,4°C, w Eswatini.